# Parque nacional de Khlong Wang Chao
El parque nacional de Khlong Wang Chao (en tailandés, คลองวังเจ้า) es un área protegida del norte de Tailandia, en las provincias de Kamphaeng Phet y Tak. Se extiende por una superficie de 747 kilómetros cuadrados. El parque fue establecido en 1990, como el 63.º parque nacional del país.
Ofrece un paisaje espectacular incluyendo un santuario de vida salvaje. Forma parte de la cordillera de Thanon Thong Chai. Hay una pequeña llanura en el medio, que proporciona dos cuencas, de 3,2 y 8 kilómetros cuadrados respectivamente. El punto más alta se encuentra en el oeste, a 1.898 m s. n. m. El terreno varía de 200 a 1.898 m s. n. m.